# Ovsted Kirke
Ovsted Kirke er Danmarks tredje højest beliggende kirke. Den ligger på den sydøstlige side af Ejer Bavnehøj i Ovsted Sogn, tæt ved landsbyen Riis i Skanderborg Kommune, (tidligere Voer Herred, Skanderborg Amt).
Kor og skib er opført i frådsten og kamp i romansk tid, mens tårnet i vest er sengotisk, og våbenhuset er fra slutningen af 1700-tallet.
Omkring 1475 er bygget krydshvælvinger i kor og skib, og det senere tilbyggede tårn, hvis underste rum føjer sig til kirkerummet gennem en spidsbue, fik også hvælving. Tårnet er bygget i munkesten.
Altertavlen er et billedskærerarbejde fra renæssancen, omkring 1600 med maleri af Jesus og Johannes ved nadveren fra midten af 1800-tallet. Tre helgenfigurer fra en ældre altertavle fra omkring 1500 er ophængt i kirken. Prædikestolen er fra begyndelsen af 1600-tallet.
Døbefonten er en romansk granitfont med løvemotiver. Der er et sydtysk dåbsfad fra omkring 1575 med motiv af bebudelsen og et våbenskjold med inskriptionen KID. Som dåbskande har der tidligere været en romersk akvamanile (en vandkande udformet som et dyr), men den er nu på Nationalmuseet.

## Note
1. ↑  LISTE OG KORT MED DANMARKS HØJEST BELIGGENDE KIRKER - Danskebjerge.dk